# Гарсия Санчес (граф Кастилии)
Гарси́я Са́нчес (Гарсия II; исп. García Sánchez; около ноября 1009—13 мая 1029) — граф Кастилии (1017—1029), последний представитель династии Лара. После его гибели графство Кастилия перешло под власть наваррской династии Хименес.

## Биография

### Начало правления
Гарсия Санчес был сыном графа Санчо Гарсии и Урраки. В возрасте 7 лет, после смерти своего отца 15 февраля 1017 года, он стал графом Кастилии, однако первое упоминание его имени в хартиях относится только к 1 сентября 1018 года. Исторические хроники не сообщают о создании какого-либо совета по управлению графством на время малолетства графа Гарсии, но предполагается, что наибольшее влияние на управление Кастилией в этот период оказывали мать нового графа, Уррака, и епископ О́ки Педро, так как их подписи стоят почти под всеми королевскими грамотами первых лет правления графа Гарсии.
Пользуясь малолетством Гарсии Санчеса, король Леона Альфонсо V осенью 1017 года совершил поход в Кастилию и вновь присоединил к своему королевству земли между реками Сеа и Писуэрга, завоёванные ранее графом Санчо Гарсией. Король Леона также предъявил претензии на опеку над несовершеннолетним графом Кастилии, однако была ли установлена такая опека, неизвестно. В исторических хрониках, очень кратко описывающих события этого времени в северной части Пиренейского полуострова, об этом данных нет, но сохранился целый ряд кастильских хартий за период 1019—1025 годов, датированных не только годами правления графа Гарсии Санчеса, но и короля Альфонсо V, что свидетельствует о признании власти короля Леона в некоторых областях Кастилии.
Одновременно о своём праве на опеку над Гарсией Санчесом объявил король Наварры Санчо III Гарсес, жена которого, Муниадонна Санчес, была сестрой графа Гарсии. Санчо III начал войну против Альфонсо V и к 1020 году отвоевал земли между Сеа и Писуэргой, а к 1022 году захватил некоторые территории непосредственно королевства Леон. В конце 1022 года между двумя монархами было заключено соглашение о мире, скреплённое в 1023 году браком короля Леона с Урракой, сестрой короля Наварры. Захваченные Санчо III земли были возвращены королевству Леон в качестве приданого Урраки Гарсес. Успешные действия Санчо III в пользу графа Гарсии Санчеса позволили королю Наварры начать оказывать значительное влияние на управление Кастилией. После 1023 года в Кастилии начинают появляться хартии с датировкой по годам правления короля Санчо III, а в самой Наварре издаются документы, титулующие Санчо не только королём Наварры, но и правителем Кастилии. О том, как изменились отношения между Наваррой и Кастилией после достижения Гарсией Санчесом совершеннолетия в 1027 году, точно не известно, но постоянное упоминание короля Санчо III в связи с событиями в Кастилии свидетельствует о сохранении им влияния на графа Гарсию.

### Убийство Гарсии Санчеса

#### Первоисточники
Современные событиям исторические хроники очень кратко описывают обстоятельства гибели графа Гарсии Санчеса, чаще всего ограничиваясь только упоминанием самого факта убийства. Более подробные свидетельства находятся в составленной в XII веке «Хронике Нахеры», а также в сочинениях хронистов XIII века Луки Туйского и Родриго де Рада, однако большинство приводимых ими новых фактов основано на народных преданиях, возникших к этому времени о смерти графа Гарсии. В этих хрониках впервые члены семьи Вела называются убийцами графа Кастилии. Дальнейшее развитие народных сказаний об этом событии нашло отражение в романсеро: «Романс о инфанте Гарсии» в передаваемых им фактах уже значительно противоречил сведениям ранних исторических хроник. Получив широкую известность, это романсеро стало основой для нескольких драм, написанных испанскими авторами в XVIII—XIX веках.

#### Убийство графа Кастилии

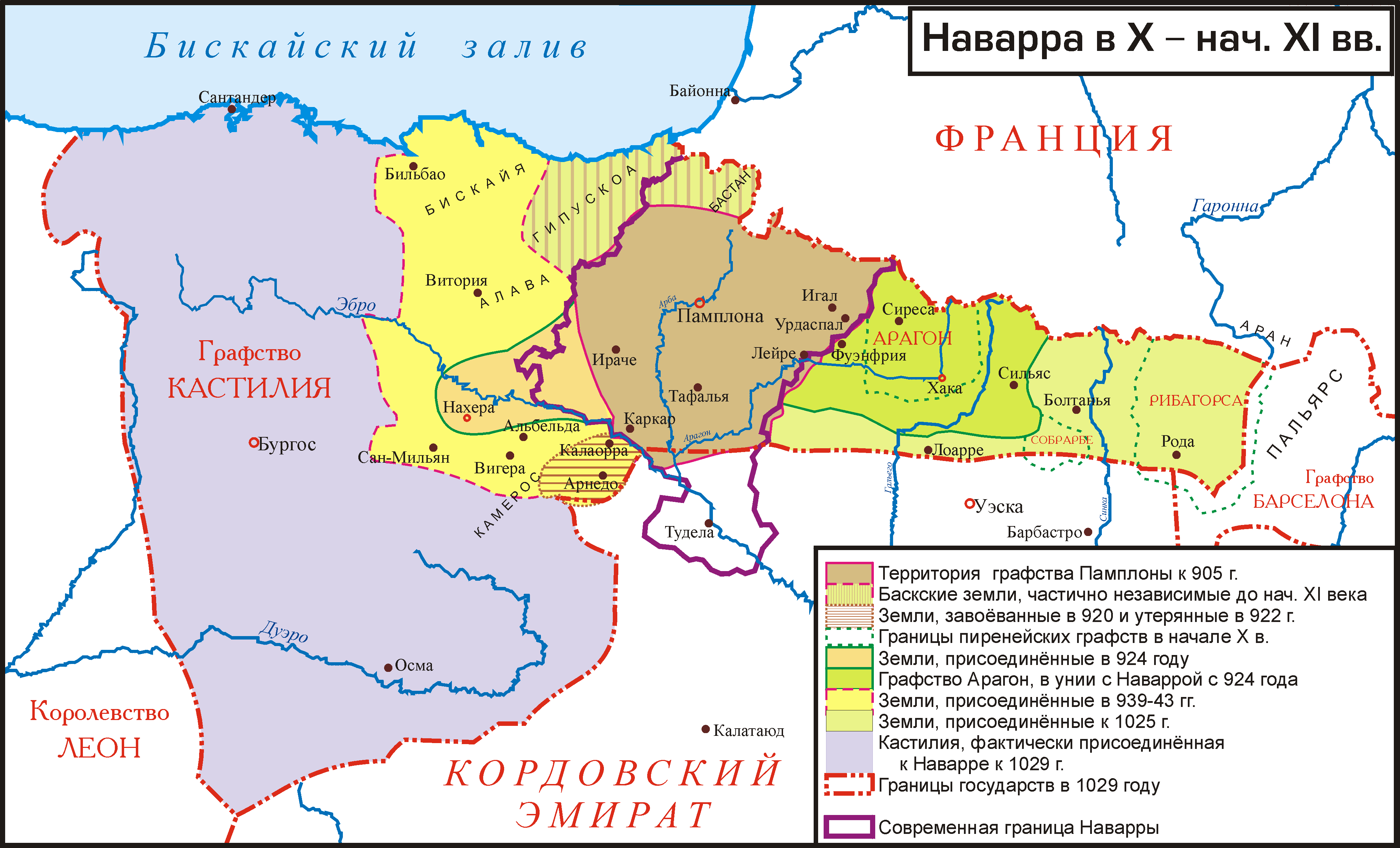
Графство Кастилия в составе королевства Наварра.

В августе 1028 года новым королём Леона стал 11-летний Бермудо III. В начале 1029 года граф Гарсия Санчес получил от него предложение укрепить союз между Леоном и Кастилией путём брака между сестрой короля, Санчей Леонской, и графом Кастилии. Историки предполагают, что заключение этого брака было одним из условий мирного договора, заключённого ранее между королями Альфонсо V и Санчо III. Получив одобрение на брак со стороны короля Наварры, граф Гарсия Санчес в мае направился в сопровождении Санчо III в Леон, где должна была состояться церемония бракосочетания. Достигнув Саагуна, король Наварры прервал поездку, чтобы поклониться находившимся здесь священным реликвиям, а граф Гарсия в сопровождении немногочисленной свиты приехал в столицу королевства.
В это время здесь возник заговор с целью убийства графа Гарсии Санчеса. Возглавили его члены семьи Вела, уже многие годы враждовавшие с графской семьёй Кастилии. Начало вражде было положено в 932 году, когда граф Кастилии Фернан Гонсалес благодаря браку присоединил к своим владениям графство Алава, на которое претендовала и семья Вела. Все последующие годы представители семьи Вела, вассалы графов Кастилии, устраивали многочисленные мятежи против своих сеньоров. В конце X века они вступили в союз с аль-Мансуром и участвовали в нескольких походах мавров в Кастилию и Леон. После его смерти Вела примирились с графом Санчо Гарсией, но когда тот в 1014 году начал в своём графстве преследование сторонников короля Леона, члены семьи Вела бежали к королю Альфонсо V. Впервые упомянутые в леонских документах в 1017 году, Вела стали одними из приближённейших лиц к монарху, а Родриго Вела стал ближайшим советником Альфонсо V и крёстным отцом его сына Бермудо III.
Желая отомстить за лишение их семьи Алавы и за изгнание, которому подверг их отец графа Гарсии, три графа Вела, братья Родриго, Диего и Иньиго, приняли решение убить графа Кастилии. В день бракосочетания, 13 мая 1029 года, они вместе с группой своих сторонников проникли в город Леон. По пути убивая всех попадавшихся им кастильцев, заговорщики достигли площади перед королевским дворцом. В это время король Бермудо III, граф Гарсия Санчес и его невеста Санча, в сопровождении знатных светских и духовных лиц, шли в собор Сан-Хуан-Батиста-де-Леон, где должно было состоятся венчание. На ступенях собора заговорщики неожиданно напали на процессию. Несмотря на слёзные мольбы Санчи, один из братьев Вела убил графа Гарсию. Нападение было столь неожиданным, что заговорщикам удалось беспрепятственно покинуть столицу и укрыться в замке Монсон (современный Монсон-де-Кампос). Узнав о гибели своего родственника, всё ещё находившийся в Саагуне король Санчо III поклялся отомстить его убийцам. Собрав войско, он осадил Монсон и, несмотря на сопротивление осаждённых, взял замок. Все защитники замка были казнены. Пленённых графов Вела по приказу короля Наварры сожгли живьём. Тело убитого графа Гарсии Санчеса было королём Санчо III перевезено в Кастилию и похоронено в усыпальнице кастильских графов в монастыре Сан-Сальвадор-де-Ония.

### Дальнейшая судьба графства Кастилия
Не оставивший детей граф Гарсия Санчес стал последним мужским представителем династии Лара на престоле Кастилии. Графство наследовала его старшая сестра Муниадонна (Майор), жена короля Санчо III Наваррского. Хотя она официально имела титул графини Кастилии, реальное управление графством оказалось в руках короля Наварры и это не вызвало какого-либо недовольства среди кастильцев. В 1032 году новым графом был объявлен Фернандо, принявший в 1035 году королевский титул. В 1037 году, после гибели короля Бермудо III в битве при Тамароне, Фернандо I объединил Кастилию и Леон в единое государство — Королевство Леон и Кастилия.